# Alex Courtes
Alexander Courtes ist ein französischer Musikvideo-Regisseur. Früher arbeitete er zusammen mit Martin Fougerol unter dem Namen Alex and Martin, allerdings haben sie sich 2008 getrennt und arbeiten seitdem alleine. Zusammen haben sie Musikvideos für verschiedene Bands und Künstlergedreht, z. B. für The White Stripes, Kylie Minogue und Snow Patrol.

## Leben
Alexander Courtes wurde in Frankreich geboren und studierte Grafik an der Kunstakademie Académie Julian. Schon nach kurzer Zeit wurden berühmte Bands auf ihn aufmerksam, was ihm ermöglichte, auch international erfolgreich zu sein.

## Videos
Videos zusammen mit Martin Fougerol:
- Cassius – 99
- Morgan – Miss Parker
- Cassius – I am a Woman
- Phoenix – If I Ever Feel Better
- Air – Radio Number 1
- Noir Desire – Le Vent Nous Portera
- Bran Van 3000 – Love Cliché
- Cassius – Sound of Violence
- Jane’s Addiction – Just Because
- White Stripes – 7 Nation Army
- U2 – Vertigo
- U2 – City of Blinding Lights
- Kylie Minogue – Can't Stop Giving You Up
- Jamiroquai – Don't Give Hate a Chance
- Franz Ferdinand – The Fallen
- Wolfmother – Woman
- Hilary Duff – Play With Fire
- Kasabian – Shoot the Runner
- The Zutons – Always Right Behind You

Videos seit der Trennung von Martin Fougerol (2008):
- Snow Patrol – Take Back the City
- Kaiser Chiefs – Good Days, Bad Days
- U2 – Get on Your Boots
- U2 – Magnificent
- Richard Ashcroft – Born Again
- Justice – On'n'on
- Sean Paul & Major Lazer – Tip Pon It (2018)

## Auszeichnungen
- Bestes Kurzmusikvideo (Grammy Awards 2005): Vertigo – U2
- Bestes Video des Jahres (Les Club des Directeurs 2002): 99 – Cassius

| Personendaten    | Personendaten                           |
| ---------------- | --------------------------------------- |
| NAME             | Courtes, Alex                           |
| ALTERNATIVNAMEN  | Courtes, Alexander (vollständiger Name) |
| KURZBESCHREIBUNG | französischer Musikvideoregisseur       |
| GEBURTSDATUM     | 20. Jahrhundert                         |